# Chita Rivera
Chita Rivera (Washington, 1933. január 23. – New York, 2024. január 30.) kétszeres Tony-díjas amerikai színésznő és táncosnő.

## Élete és pályafutása
Egy latin-amerikai zenész lánya volt, és tizenegy évesen kezdett balettórákra járni.
Tizenhét évesen egy musicalben szerepelt a Broadway-n.

## Filmográfia

### Film
| Év   | Cím                                                     | Szerep            | Magyar hang    | Megjegyzések   |
| ---- | ------------------------------------------------------- | ----------------- | -------------- | -------------- |
| 1969 | Édes Charity (Sweet Charity)                            | Nickie            | Császár Angela |                |
| 1969 | Édes Charity (Sweet Charity)                            | Nickie            | Simon Mari     |                |
| 1969 | Édes Charity (Sweet Charity)                            | Nickie            | Juhász Judit   |                |
| 1978 | Sgt. Pepper's Lonely Hearts Club Band                   | vendég            |                |                |
| 1983 | He Makes Me Feel Like Dancin'                           | önmaga            |                | dokumentumfilm |
| 2002 | Chicago                                                 | Nicky             | Illyés Mari    | cameoszerep    |
| 2003 | Broadway: The Golden Age, by the Legends Who Were There | önmaga            |                | dokumentumfilm |
| 2006 | Kalamazoo?                                              | Giannina          |                |                |
| 2010 | The Drawn Together Movie: The Movie!                    | énekesnő (hangja) |                |                |
| 2012 | Carol Channing: Larger Than Life                        | önmaga            |                | dokumentumfilm |
| 2012 | Show Stopper: The Theatrical Life of Garth Drabinsky    | önmaga            |                | dokumentumfilm |
| 2018 | Still Waiting in the Wings                              | Broadway díva     |                |                |
| 2021 | Tick, Tick... Boom!                                     | "Sunday" Legend   |                |                |

### Televízió
| Év        | Magyar cím         | Eredeti cím                                     | Szerep              | Megjegyzések                 |
| --------- | ------------------ | ----------------------------------------------- | ------------------- | ---------------------------- |
| 1956      |                    | The Maurice Chevalier Show                      | önmaga              | 1 epizód                     |
| 1960      |                    | The Gary Moore Show                             | önmaga              | 1 epizód                     |
| 1963      |                    | The Judy Garland Show                           | önmaga              | 1 epizód                     |
| 1964      | Végtelen határok   | The Outer Limits                                | Mrs. Dame           | 1 epizód                     |
| 1965      |                    | The Hollywood Palace                            | önmaga              | 1 epizód                     |
| 1971      |                    | The Carol Burnett Show                          | több szerep         | 1 epizód                     |
| 1973      |                    | The Marcus-Nelson Murders                       | Josie Hopper        | tévéfilm                     |
| 1973–1974 |                    | The New Dick Van Dyke Show                      | Connie Richardson   | főszereplő (7 epizód)        |
| 1977      |                    | Once Upon a Brothers Grimm                      | mézeskalácsos hölgy | 1 epizód (Jancsi és Juliska) |
| 1981      |                    | Pippin: His Life and Times                      | Fastrada            | tévéfilm                     |
| 1982      |                    | One Life to Live                                | Melody Rambo        | visszatérő szerep            |
| 1982      |                    | Strawberry Ice                                  | előadó              | tévéfilm                     |
| 1987      | Az én virágárusnőm | Mayflower Madam                                 | Risa Dickstein      | tévéfilm                     |
| 1997      |                    | Happily Ever After: Fairy Tales for Every Child | Katy (hangja)       | 1 epizód                     |
| 2004–2019 | Dóra, a felfedező  | Dora The Explorer                               | Boszorkány (hangja) | 2 epizód                     |
| 2005      | Will és Grace      | Will & Grace                                    | Lenore Portillo     | 1 epizód                     |
| 2008      |                    | Johnny and the Sprites                          | Királynő            | 1 epizód                     |
| 2011      |                    | Submissions Only                                | Gladys Franklin     | 1 epizód                     |

## Fordítás
- Ez a szócikk részben vagy egészben  a   Chita Rivera című német Wikipédia-szócikk fordításán alapul.  Az eredeti cikk szerkesztőit annak laptörténete sorolja fel. Ez a jelzés csupán a megfogalmazás eredetét és a szerzői jogokat jelzi, nem szolgál a cikkben szereplő információk forrásmegjelöléseként.
- Ez a szócikk részben vagy egészben  a   Chita Rivera című angol Wikipédia-szócikk fordításán alapul.  Az eredeti cikk szerkesztőit annak laptörténete sorolja fel. Ez a jelzés csupán a megfogalmazás eredetét és a szerzői jogokat jelzi, nem szolgál a cikkben szereplő információk forrásmegjelöléseként.